# Alvinlândia
Alvinlândia là một đô thị ở bang São Paulo, Brasil. Alvinlândia có dân số (năm 2007) là 2787 người, diện tích là 85,040 km², mật độ dân số 35,9 người/km². Alvinlândia nằm ở độ cao 658 m. Đô thị này nằm ở khu vực khí hậu cận nhiệt đới. Theo điều tra năm 2000, Alvinlândia có:
- Tổng dân số 2837 người, trong đó, dân số thành thị: 2437, nông thôn: 406 người.
- Nam giới: 1431, nữ giới: 1406 người.
- Mật độ dân số 33,38 người/km².
- Tuổi thọ: 69,94 năm.
- Tỷ lệ trẻ dưới 1 tuổi tử vong (trên 1 triệu): 18,35
- Tỷ lệ biết đọc biết viết: 84,86% dân số.
- Chỉ số phát triển con người: 0,741
- Tỷ lệ sinh (trẻ/bà mẹ): 2,74